# Гавердово
Гавердово — село в Вышгородском сельском поселении Рязанского района Рязанской области России.

## История
В «Списках населенных мест Российской империи» за 1862 год населенный пункт упоминается как деревня Гавердова. Название селения по фамилии землевладельца Гавердовского.

## Расположение
Расположено на правом берегу реки Оки на юго-востоке Рязанского района  в 28,5 км от Рязани.

## Транспорт
В черте села расположена железнодорожная станция Гавердово Московской железной дороги. 
Также на въезде в село расположена автобусная остановка с автобусом 102, который следует до Рязанского Приокского автовокзала.

## Население
| 1859 | 1897 | 1906 | 2010 |
| ---- | ---- | ---- | ---- |
| 537  | ↗811 | ↗980 | ↘244 |

## Известные уроженцы
- Рощин, Анатолий Александрович (1932—2016) — советский борец греко-римского стиля, Олимпийский чемпион (1972).